# EG Андромеды
EG Андромеды (лат. EG Andromedae), HD 4174 — двойная катаклизмическая симбиотическая переменная звезда типа Z Андромеды (ZAND) в созвездии Андромеды на расстоянии приблизительно 2195 световых лет (около 673 парсек) от Солнца. Визуальная звёздная величина звезды — от +7,8m до +6,97m. Орбитальный период — около 483,3 суток.

## Характеристики
Первый компонент — белый карлик. Масса — около 0,4 солнечной, радиус — около 0,04 солнечного, светимость — около 46 солнечных. Эффективная температура — около 75000 К.
Второй компонент — красный гигант спектрального класса M2IIIep или M3III. Масса — около 1,5 солнечной, радиус — около 75 солнечных, светимость — около 950 солнечных. Эффективная температура — около 3700 К.